# Shanxi Taigang Stainless Steel Company
Shanxi Taigang Stainless Steel Co., Ltd. (STSS) ist ein chinesisches Unternehmen mit Sitz in Taiyuan. Es ist in der Stahlproduktion tätig. Geleitet wird es von Xiaobo Li.
Der in den Siemens-Konzern eingegliederte österreichische Anlagenbauer Siemens VAI modernisierte 2010 eine Warmbreitbandstrasse des Unternehmens in China; 2013 installierte ABP unter anderem die derzeit leistungsstärksten Induktionsöfen mit 42 MW Anschlussleistung und jeweils 65 t Nutzinhalt.